# Grand Prix Jef Scherens 2001
La 35e édition du Grand Prix Jef Scherens a eu lieu le 2 septembre 2001. Elle a été remportée par le Belge Niko Eeckhout.

## Classement final
Niko Eeckhout remporte la course en parcourant les 195 km en 4 h 36 min 0 s à la vitesse moyenne de 42,391 km/h ; 105 coureurs ont pris le départ.
| Classement final | Classement final   | Classement final | Classement final         | Classement final  |
|                  | Coureur            | Pays             | Équipe                   | Temps             |
| ---------------- | ------------------ | ---------------- | ------------------------ | ----------------- |
| 1er              | Niko Eeckhout      | Belgique         | Lotto-Adecco             | en 4 h 36 min 0 s |
| 2e               | Björn Leukemans    | Belgique         | Vlaanderen-T-Interim     | + 24 s            |
| 3e               | Geert Omloop       | Belgique         | Collstrop-Palmans        | + 1 min 0 s       |
| 4e               | Gert Vanderaerden  | Belgique         | Vlaanderen-T-Interim     | + 3 min 22 s      |
| 5e               | Glenn D'Hollander  | Belgique         | Lotto-Adecco             | m.t               |
| 6e               | Kristof Trouve     | Belgique         | Collstrop-Palmans        | + 4 min 4 s       |
| 7e               | Bjørnar Vestøl     | Norvège          | Fakta                    | + 4 min 7 s       |
| 8e               | Bart Dockx         | Belgique         | Antwerpen                | m.t               |
| 9e               | Manu L'Hoir        | Belgique         | Fakta                    | m.t               |
| 10e              | Wilfried Cretskens | Belgique         | Domo-Farm Frites-Latexco | m.t               |
| modifier         |                    |                  |                          |                   |